# Yama
Pour les articles homonymes, voir Yama (homonymie).
Yama est le dieu et juge des morts, souverain des enfers dans l'hindouisme. Il est dit avoir été le premier à faire l'expérience de la mort. Dans le bouddhisme, c'est un dharmapala.

## Origine
Yama est probablement originellement un ancien dieu-lune indo-européen. Cette origine explique le dialogue entre Yami (« jumelle »), soleil féminin, et Yama (« jumeau »), lune masculine dans le Rig-Veda. Yama est présenté comme le « mortel unique », car il meurt chaque mois avant de renaître au bout de trois jours. C'est également pour cette raison qu'il est dit « le premier mort », celui qui a montré la voie aux suivants, car il est descendu aux Enfers. Cette fonction de roi des morts provient de la croyance largement répandue selon laquelle la lune est le séjour des morts.

## Dans l'hindouisme

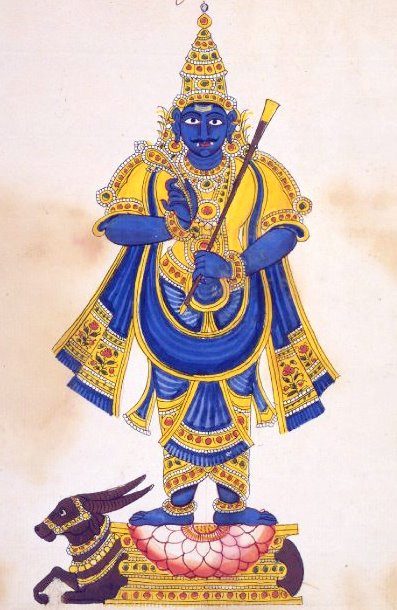
Yama tenant un daṇḍa. Gouache sur papier, 1814, British Museum.

Il est le seigneur de la mort dans l'hindouisme. Il est décrit de façon populaire comme le juge des morts qui se tient à la porte des enfers, qui pèse leurs bonnes et leurs mauvaises actions, et qui décide de leur destin. À la mort, ses serviteurs, appelés « les divinités de Yama » emmènent l'âme et la font descendre dans le royaume de Yama.
Yama est le fils de Vivasvat et de Saranyû, une des filles de Tvashtri. Yama est parfois considéré comme le frère de Manu. Il a de nombreuses épouses, les dix filles de Daksha, Dhûmornâ, une forme de Shrî, Hemamâlâ, Susdhilâ, Vijayâ et surtout sa sœur jumelle Yamî, sa shakti, qui après sa mort devient la déesse Yamunâ.
Durant la période classique, il est parfois considéré comme le fils du soleil, Sûrya, qui peut parfois être destructeur.
Yama fait partie des dikpâla ou gardiens de l'espace. Il est le gardien du sud, généralement considéré comme néfaste.
Dans l'iconographie, il est généralement représenté avec un visage bleu nuit, une tête de buffle et deux bras tenant l'un un gourdin en forme de fémur surmonté d'un crâne (khatvanga) et l'autre un nœud coulant (paśu). Il est parfois représenté avec un phallus et il chevauche nu un buffle crachant du feu[réf. nécessaire].

## En Chine
Dans l'ensemble des mythologies chinoises, on retrouve ce dieu sous le nom de Yanluo wang (roi Yanluo ou roi Yama), gardien et juge du Diyu (enfers), aussi bien dans le bouddhisme chan (mahāyāna), que dans le taoïsme ou la religion traditionnelle chinoise.

## Dans le bouddhisme
Yama est le dieu de la mort et le seigneur des enfers ou naraka dans le bouddhisme. Il est un peu éclipsé par Māra. Il est comme l'intendant du karma et de ses rétributions. Dans le bouddhisme tantrique, il a une figure terrible entourée de crânes humains, affublé d'une épée.

## Noms locaux

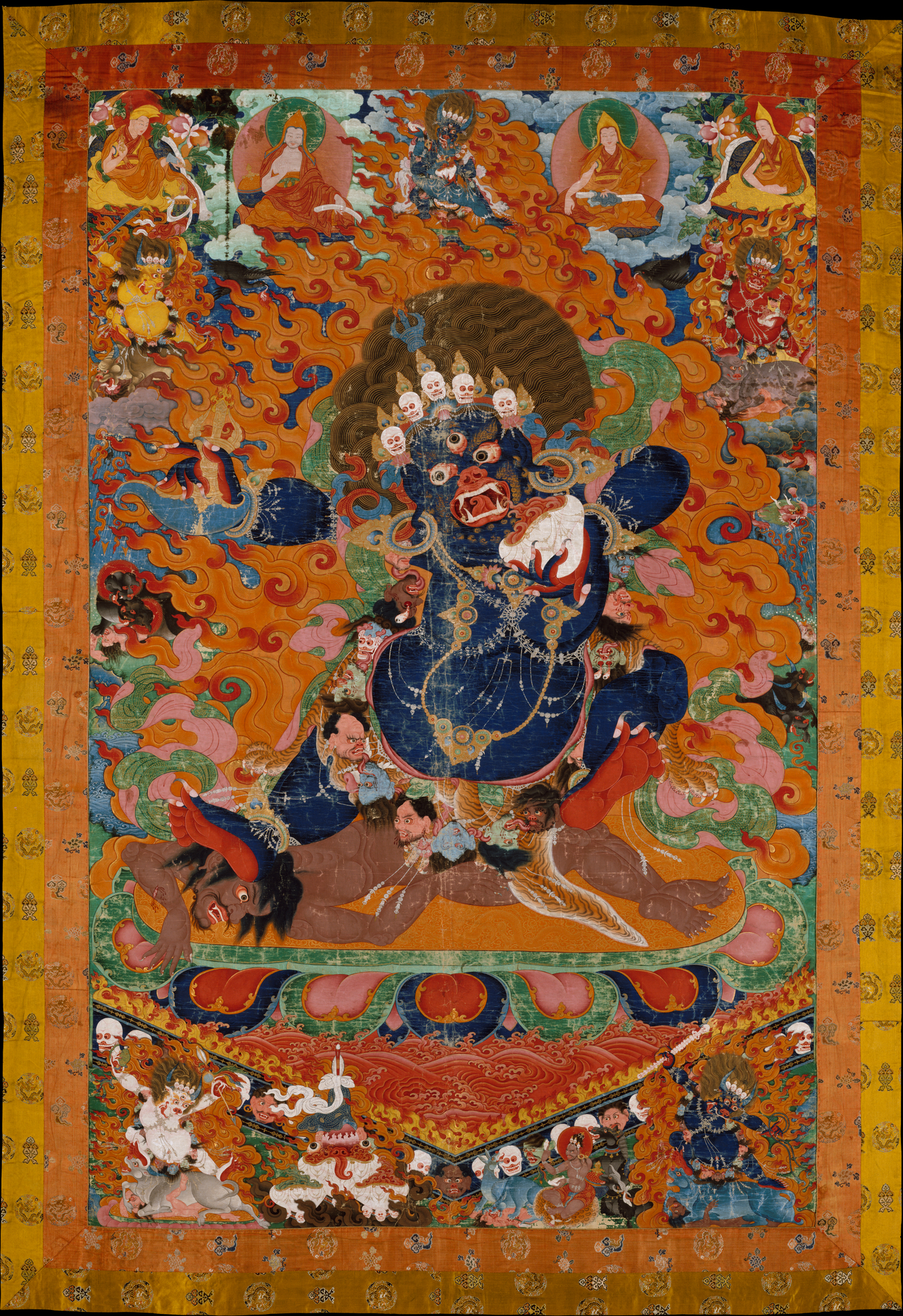
Yama, fin XVIIe début- XVIIIe siècle, Tibet, Metropolitan Museum of Art.

En tibétain il est nommé Chos-rgyal, Gshin-rje. En thaï on le nomme Phaya Yam, Yomarat et en khmer Yom ou Dharmadhipati-adhiraja, qui équivaut à assesseur de Yama, dieu de la mort ou du jugement. La langue mongol l'appelle Erlik Khân et en tamoul Yeaman.